# Daniel Ginczek
Daniel 'Günni' Ginczek (Arnsberg, 13 april 1991) is een Duits voetballer die doorgaans als centrumspits speelt. In januari 2024 verruilde hij Fortuna Düsseldorf voor MSV Duisburg. 

## Clubcarrière
Ginczek begon met voetballen bij SC Neheim. Op zeventienjarige leeftijd trok hij naar Borussia Dortmund. Op 10 juni 2011 werd Ginczek voor één seizoen uitgeleend aan VfL Bochum. Op 22 juli 2011 scoorde hij zijn eerste profdoelpunt tegen FSV Frankfurt. In juni 2012 werd Ginczek voor één seizoen uitgeleend aan FC St. Pauli. Hij scoorde 18 doelpunten uit 31 competitiewedstrijden. Op 3 juni 2013 tekende Ginczek een driejarig contract bij 1. FC Nürnberg, dat anderhalf miljoen euro op tafel legde voor de aanvaller.

## Interlandcarrière
Ginczek kwam uit voor diverse Duitse nationale jeugdelftallen